# Humbea bimaculata
Humbea bimaculata – gatunek kosarza z podrzędu Laniatores i rodziny Assamiidae. Jedyny znany przedstawiciel monotypowego rodzaju Humbea.

## Występowanie
Gatunek występuje w Angoli.